# Joseph Aké Yapo
Joseph Yapo Aké, né le 11 avril 1951 à Memni en Côte d'Ivoire, est un prélat catholique ivoirien, archevêque de Gagnoa de 2008 à 2023.

## Biographie
Joseph Aké est né en 1951 à Memni, une localité du sud-est de la Côte d'Ivoire dans l'archidiocèse d'Abidjan. Après avoir fréquenté petit séminaire de Bingerville et Yopougon, il étudie la théologie au grand séminaire d'Anyama, il est ordonné prêtre pour l'archidiocèse d'Abidjan le 9 juillet 1978.
Après son ordination, il enseigne en tant que professeur au petit séminaire de Bingerville entre 1978 et 1985. Puis il devient, en 1990, curé de la paroisse Sainte Thérèse à Abidjan. Il assure cette fonction jusqu'en 1994. Il fait des études de lettres et d'écritures saintes à Rome, à l'Institut biblique pontifical. Il devient dès 1991, maître de conférences en Ecriture Sainte (1991-1994) et en langues bibliques (1998-2001) à l'université catholique de l'Afrique de l'Ouest d'Abidjan. Il occupe pendant 3 ans, le poste de secrétaire générale de la Conférence épiscopale de Côte d'Ivoire entre 1994 et 1997. En 1997, après des études biblique à Jérusalem, il fait une thèse d'herméneutique et de langues bibliques à l'UCAO.

### Épiscopat
Le 15 mai 2001, il est nommé par le pape Jean-Paul II comme évêque auxiliaire d'Abidjan avec le siège titulaire de Castellum Tatroportus (de). Il a été ordonné évêque le 2 septembre 2001 par l'archevêque d'Abidjan de l'époque, Bernard Agré; les co-consécrateurs étaient Auguste Nobou, archevêque de Korhogo, et Paul Dacoury-Tabley, évêque de Grand-Bassam. Le 21 juillet 2006, il est nommé évêque de Yamoussoukro par le pape Benoît XVI. Il prend officiellement fonction le 23 septembre 2006. Le 22 novembre 2008, le même pape le nomme archevêque de Gagnoa,.
De 2008 à 2011, il dirige en tant que président de la Conférence des évêques catholiques de Côte d'Ivoire.
Pendant son épiscopat dans l'archidiocèse de Gagnoa, il rencontre des problèmes avec son clergé, qui l'accuserait de mauvaise gestion financière du diocèse,,.
Le 4 octobre 2023, le pape François accepte sa démission comme archevêque de Gagnoa,,. Il est remplacé par Jean-Jacques Koffi Oi Koffi, comme administrateur apostolique de l'archidiocèse de Gagnoa.